# 孙作宾
孙作宾（1909年—2002年），学名作宾，字相臣，男，陕西咸宁人，中华人民共和国政治人物。

## 生平
孙作宾是陕西省咸宁县路家湾仓豁口村人。早年参加学生运动，后加入西北抗日义勇军。抗日战争期间，担任中共甘肃工委书记。第二次国共内战期间，担任中共甘肃工委书记兼陇东地委第一副书记、代理书记。中华人民共和国成立后，担任中共甘肃省委副书记。1954年，担任中共青海省委第二书记、青海省省长。1957年，被邓小平打为反党集团头子。1958年3月，中共青海省第二届委员会第五次全体（扩大）会议，揭发批判已被打成右派份子的省委书记、省长孙作宾，决定将他开除出党。1979年，担任任陕西省革委会副主任，后任陕西省人大常委会副主任。